# کرلی هاوارد
کرلی هاوارد (انگلیسی: Curly Howard؛ ‏ ۲۲ اکتبر ۱۹۰۳ – ۱۸ ژانویهٔ ۱۹۵۲) کمدین و بازیگر اهل ایالات متحده آمریکا بود. وی بین سال‌های ۱۹۲۸ تا ۱۹۴۷ میلادی فعالیت می‌کرد.
از فیلم‌ها یا برنامه‌های تلویزیونی که وی در آن نقش داشته‌است، می‌توان به بی‌رنج گنج میسر نمی‌شود، جشن هالیوود، آژیر کاذب اشاره کرد. وی برادر مو هاوارد  و شمپ هوارد می باشد.